# Zezé Moreira
Zezé Moreira, właśc. Alfredo Moreira Júnior (ur. 16 października 1907 w Miracema – zm. 10 kwietnia 1998 w Rio de Janeiro) – brazylijski piłkarz, a po zakończeniu kariery trener. Podczas kariery występował na pozycji obrońcy.

## Kariera piłkarska
Kariera piłkarska Zezé Moreira przypadła na lata 20. i 30. Rozpoczynał w Sport Club Brasil, z którego przeniósł się do CR Flamengo, w którym występował w latach 1925–1934 i 1935–1936. Z Flamengo zdobył mistrzostwo stanu Rio de Janeiro – Campeonato Carioca w 1925 i 1927 roku.
W latach 1934–1935 występował w Palestra Itália, z którym zdobył mistrzostwo stanu São Paulo – Campeonato Paulista w 1934 roku. Ostatnim klubem Zezé Moreiry było Botafogo FR, gdzie zakończył piłkarską karierę w 1940 roku.

## Kariera trenerska
Po zakończeniu kariery piłkarskiej Zezé Moreira, tak jak jego młodszy brat Aymoré Moreira, został trenerem piłkarskim. Karierę trenerską zaczął w Botafogo FR w 1948. Już w pierwszym roku pracy wywalczył mistrzostwo stanu Rio de Janeiro – Campeonato Carioca. Po odejściu z Botafogo w 1949, w pierwszej połowie lat 50. trenował Fluminense FC i ponownie Botafogo. Z Fluminense wygrał mistrzostwa stanu Rio de Janeiro w 1951 roku.
W 1952 roku zaczął trenować reprezentację Brazylii. Z canarinhos wygrał mistrzostwa Panamerykańskie 1952. Bilans jego pierwszej kadencji to: 4 zwycięstwa i remis, przy bilansie bramkowym 14-2. W latach 1954–1955 drugi raz trenował reprezentację, m.in. podczas mistrzostw świata w Szwajcarii. Ekipa canarinhos odpadła po porażce w ćwierćfinale z reprezentacją Węgier. Bilans jego kadencji to: 7 zwycięstw, 2 remisy i 1 porażka, przy bilansie bramkowym 23-8. Łączny bilans jego dwóch kadencji to: 11 zwycięstw, 3 remisy i 1 porażka, przy bilansie bramkowym 37-10.
Kolejnymi etapami jego kariery trenerskiej były: Botafogo, Fluminense FC, Club Nacional de Football, CR Vasco da Gama, Corinthians Paulista, Sport Recife. Z Fluminense wygrał mistrzostwo stanu Rio de Janeiro – Campeonato Carioca w 1959 i Turniej Rio-São Paulo w 1960 roku. W latach 1968–1969 zaliczył drugą przygodę z urugwajskim Nacionalu Montevideo, po czym trenował São Paulo FC, z którym wywalczył mistrzostwo stanu São Paulo – Campeonato Paulista w 1970 roku.
W 1971 roku zdecydował się na wyjazd do Europy. W Portugalii pracował w CF Os Belenenses (1971–1972), z którym zajął 7. miejsce w lidze portugalskiej. Po powrocie do Brazylii pracował w Fluminense FC, EC Bahia oraz Cruzeiro EC, z którym sięgnął po Copa Libertadores 1976. Potem prowadził jeszcze dwukrotnie EC Bahia oraz Canto do Rio Niterói, w którym zakończył karierę trenera.